# Jonny Gray (Schauspieler)
Jonny Gray (* 5. Mai 1999 in London, eigentlich Jonathan Gray) ist ein kanadischer Schauspieler.

## Leben
Gray gewann im Jahr 2012 einen Video-Contest in Thailand. Im Jahr 2014 ist er durch die Rolle des Max Asher aus der Nickelodeon-Fernsehserie Max & Shred bekannt geworden.

## Filmographie (Auswahl)
- 2013: Paranormal Witness
- 2014–2015: Max & Shred (Fernsehserie, 25 Folgen)
- 2016: Ride
- 2014–2017: Annedroids (Fernsehserie, 7 Folgen)
- 2016–2021: Private Eyes (Fernsehserie, 17 Folgen)